# Zelt-Musik-Festival

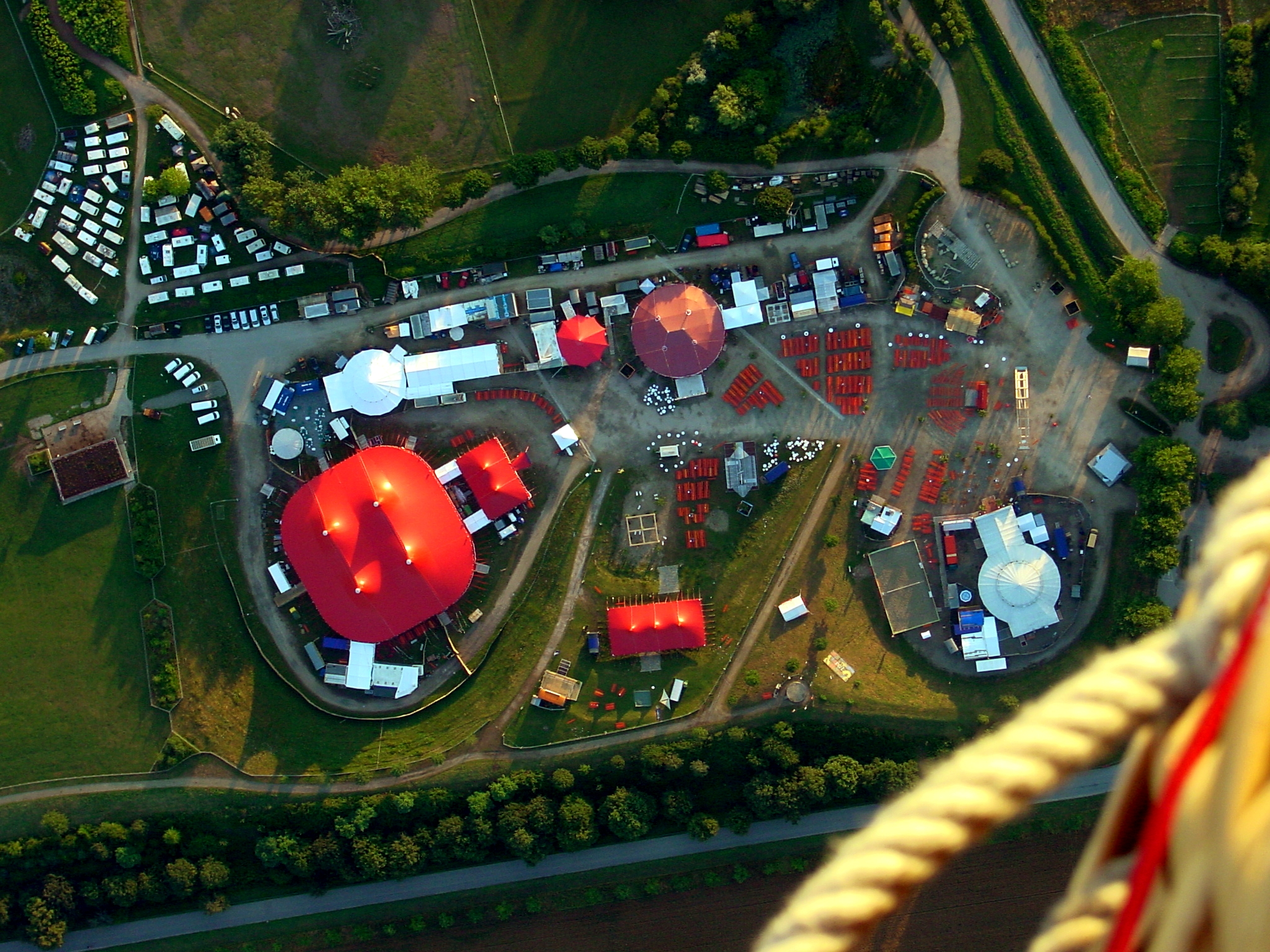
Luftbild vom ZMF 2005

ZMF 2018

Das Zelt-Musik-Festival (ZMF) findet seit 1983 jedes Jahr über drei Sommerwochen in Freiburg im Breisgau statt und zählt regelmäßig bis zu 120.000 Besucher. In verschiedenen Zelten und Freiluftbühnen wird ein Programm aus Musik, Kunst, Theater, Kabarett und Sport präsentiert. Laut Veranstalter ist es das größte und älteste Musikfestival Baden-Württembergs. Über die Jahre boten mehr als 600 regionale Künstler und Stars aus aller Welt ein Programm aus Klassik, Jazz, Rock, Pop, Weltmusik, Kleinkunst und Kinderunterhaltung. Dabei wurden viele Newcomer gefördert. 2020 musste das Festival am 16. April zum ersten Mal wegen der COVID-19-Pandemie abgesagt werden. Nachdem das Festival auch 2021 wegen der Pandemie nicht stattfinden konnte, wurde es 2022 wieder in vollem Umfang veranstaltet. Es traten 1000 Künstlern in 150 Veranstaltungen auf, von denen mehr als 100 kostenfrei waren. Im Vorverkauf hatte das Festival einen erstaunlichen Erfolg, es wurden über 45.000 Karten verkauft, das war mehr als im Jahr 2019 insgesamt an Karten verkauft wurde. Im Jahr 2024 feiert das älteste Zeltfestival Europas sein 40-jähriges Bestehen.
Während des Festivals besteht freier Zugang zum Gelände, auf dem neben den beiden großen Veranstaltungszelten – dem Zirkus- und dem Spiegelzelt – mit den Konzerten, noch zwei weitere Bühnen im Freien und eine Bühne in einem Zelt zur Verfügung stehen. Auf diesen Bühnen sind kostenlos Konzerte, Kleinkunst und Jugendkultur-Aktionen zu sehen. Seit 2008 arbeitet das ZMF auch mit dem Jugend-Bildungswerk im Rahmen des Programms Youngstars in Action zusammen.

## Geschichte
Das Festival wurde 1983 von Alexander Heisler als Fortführung der in den 1970er Jahren begründeten Veranstaltungsreihe Klassik & Jazz an der Universität Freiburg im Breisgau zusammen mit Uli Homann und Oberbürgermeister Rolf Böhme ins Leben gerufen. Das erste Festival 1983 fand auf dem (Alten) Meßplatz (Gastronomie- und Zirkuszelt) und vor dem Kollegiengebäude II der Universität, auf dem heutigen Platz der Alten Synagoge (Spiegelzelt) statt. 1984 wurden die drei Zelte im Eschholzpark beim Technischen Rathaus aufgestellt. Seit 1985 werden die Zelte außerhalb der Innenstadt aufgebaut, in einem Naherholungsgebiet nahe dem Tiergehege Mundenhof. Wegen des fehlenden Parkplatzes wurde zusammen mit der Freiburger Verkehrs AG das Kombiticket entwickelt. Die Eintrittskarte ist dabei gleichzeitig der Fahrschein. Das ZMF müsste damit einer der Vorreiter für den Umweltschutz bei Veranstaltungen sein.
In den 1990er Jahren kämpften die Veranstalter mit großen finanziellen Problemen. Der Trägerverein und Veranstalter des ZMF musste am 22. September 2006 – im Jahr der Fußballweltmeisterschaft im eigenen Land – unter anderem wegen zu geringer Kartenverkäufe den vorläufigen Insolvenzantrag stellen. Seit 2007 wird das ZMF von der Zelt-Musik-Festival GmbH organisiert, die zusammen mit ZMF-Gründer Alexander Heisler, Andreas Schnitzler, Dieter Pfaff und Alexander Hanusch gegründet wurde, und an der die KOKO & DTK Entertainment GmbH zu einem Drittel beteiligt ist. Die Geschäftsführung im ersten Jahr übernahmen Alexander Hanusch und Marc Oßwald. In den Jahren 2012 bis 2014 stabilisierten sich die Besucherzahlen. Seit dem Jahr 2017 ist die Vaddi Concerts GmbH unter Geschäftsführer Marc Oßwald in Zusammenarbeit mit der Zelt-Musik-Festival GmbH für die Durchführung des Zelt-Musik-Festival Freiburg betraut.
Auf dem Zelt-Musik-Festival traten Künstler und Bands wie Jethro Tull, Hannes Wader, Juliette Gréco, Gregory Porter, James Brown, Loriot, oder Ten Years After, aber auch Sasha, Fettes Brot, Katzenjammer, Annett Louisan oder Juli auf.
2009 besuchten 34.000 Zuschauer das Festival, im Jahr 2010 40.000, im Jahr 2011 42.000. Es sind jetzt im Schnitt 40.000 Konzertbesucher und über 100.000 weitere Besucher auf dem Festivalgelände. In den ersten 30 Jahren des Festivals mit 540 Tagen Musik gab es nach Angaben des Veranstalters 2000 Veranstaltungen, mit mehr als 500 000 Konzertbesuchern. Insgesamt waren es über 3 Millionen Festivalbesucher, die 22.000 Künstler sahen.
2015 waren vor Festivalbeginn zwölf Konzerte ausverkauft, unter anderem das Eröffnungskonzert mit Andreas Bourani. Traditionell bietet das ZMF neben den Konzerten im Zirkus- und Spiegelzelt entgeltfreie Auftritte im Fürstenbergzelt, auf der Open-Air-Bühne und dem Festivalgelände an, dazu gehört auch ein tägliches Aktionsprogramm mit Kleinkunstdarbietungen dazu.
Im Jahre 2014 wurde der US-amerikanische Jazzklarinettist Perry Robinson, der seit 1988 bei jedem Festival anwesend ist – er wird auch der Geist des Festivals genannt – anlässlich seines 75. Geburtstags mit der Galanacht des Festivals geehrt.
Beim Festival 2015 kam es zum ersten Eklat durch eine Künstlerin: Lindsey Stirling sagte ihr Konzert, das um 20.00 Uhr beginnen sollte, um 17.30 Uhr wegen zu großer Hitze ab. Das Angebot, später zu beginnen, wollte sie nicht akzeptieren. Stattdessen gab der erste Violinist des Philharmonischen Orchester Freiburg Manuel Dubrinski ein Konzert. Im großen Zirkuszelt waren es 18 durchgeführte Veranstaltungen in 19 Tagen, im Spiegelzelt 30 ohne die 5 Club-Nights, davon waren 14 ausverkauft. Beteiligt waren im Hauptprogramm 350 Künstler und 830 Künstler in den 100 Veranstaltungen des Actionprogramms. Dabei sieht man auch die Nachwuchsförderung mit 570 jugendlichen Nachwuchstalenten.
Das Konzert „Im Auftrag der Liebe“ von Dieter Thomas Kuhn, das am 16. Juli 2016 im Zirkuszelt stattfindet, ging am 11. August 2015 in den Vorverkauf und war am selben Tag um 17:20 Uhr bereits ausverkauft. Zum ersten Mal gibt ein Künstler zwei Konzerte in einem Jahr auf dem ZMF, und beide waren in kürzester Zeit ausverkauft.
Bei der „Gala für den Frieden“ 2016 des ZMF dirigierte Enrique Ugarte das Philharmonische Orchester Freiburg, die Gala wurde zu Ehren des 80. Geburtstags von Giora Feidman, dem israelischen Klarinettisten und Klezmermusiker, ihm auch inhaltlich gewidmet.
Der neue Stadtteil Dietenbach, welcher sehr nahe an den Festivalstandort heran reicht, hat bei den Veranstaltern des Festivals die Sorge ausgelöst, dass sie gezwungen werden wegzuziehen. Der Leiter der „Projektgruppe Dietenbach“ Rüdiger Engel, der ehemalige Leiter Baurechtsamt sagt dazu, dass das kein Problem sein sollte, da man das ZMF über das Grundbuch absichern könnte – in ähnlicher Art wie beim Münchner Oktoberfest.
Bei der Eröffnung des 37. Zelt Musik Festivals am 17. Juli 2019 gab es vom Freiburger Oberbürgermeister Horn, die Aussage „Wir werden den neuen Stadtteil Dietenbach so planen, dass das ZMF nicht in Frage gestellt wird“. Hinzu kommt die Aussage vom Leiter der Projektgruppe Dietenbach Rüdiger Engel „Wir werden den Bestand des ZMF in allen Kaufverträgen für Dietenbach absichern lassen.“
Auf dem Herbst-Abend „ZMF im Waldsee“ des Förderkreises Freiburger Musikfestival e. V. wurde Pape Dieye als der Preisträger 2020 des ZMFs bekanntgegeben. Da die Preisübergabe im Jahre 2020 des ZMF-Preises an Pape Dieye und des Ehrenpreises an Götz Alsmann  wegen der Pandemie nicht stattfinden konnte, erfolgt dies im Rahmen der ZMF-Gala 2022, bei der auch Neele Pfleiderer mit dem ZMF-Preis und Wallis Bird mit dem Ehrenpreis für 2022 ausgezeichnet werden. In diesem Jahr war der Poetry Slam erstmalig zu Gast auf dem Festival ebenso wie der ökumenische Gottesdienst am ersten Sonntag, der stark besucht war. Auch wurde das regelmäßig vom Ministerium für Wissenschaft, Forschung und Kunst geförderte Programm „Youngstars in Action“ sehr gut angenommen genauso wie die mit dem Jugendbildungswerk veranstaltete Jugendkulturnacht am 15. Juli.
Am 21. Juli 2024 wurde das 40. ZMF mit der Gala „40. ZMF-Philharmonic Jubilee“ und der Veranstaltung „Auf die nächsten 40! Freiburger Bands gratulieren dem ZMF“ gefeiert und das 120-jährige Bestehen des SC Freiburg am 30. Juli mit der Veranstaltung „Eine runde Sache 120 Jahre SCF“. Die Besucherzahlen blieben stabil und genauso hoch wie in den Vorjahren. Allerdings musste das Abschlusskonzert mit Anastasia am 4. August aus gesundheitlichen Gründen abgesagt werden.

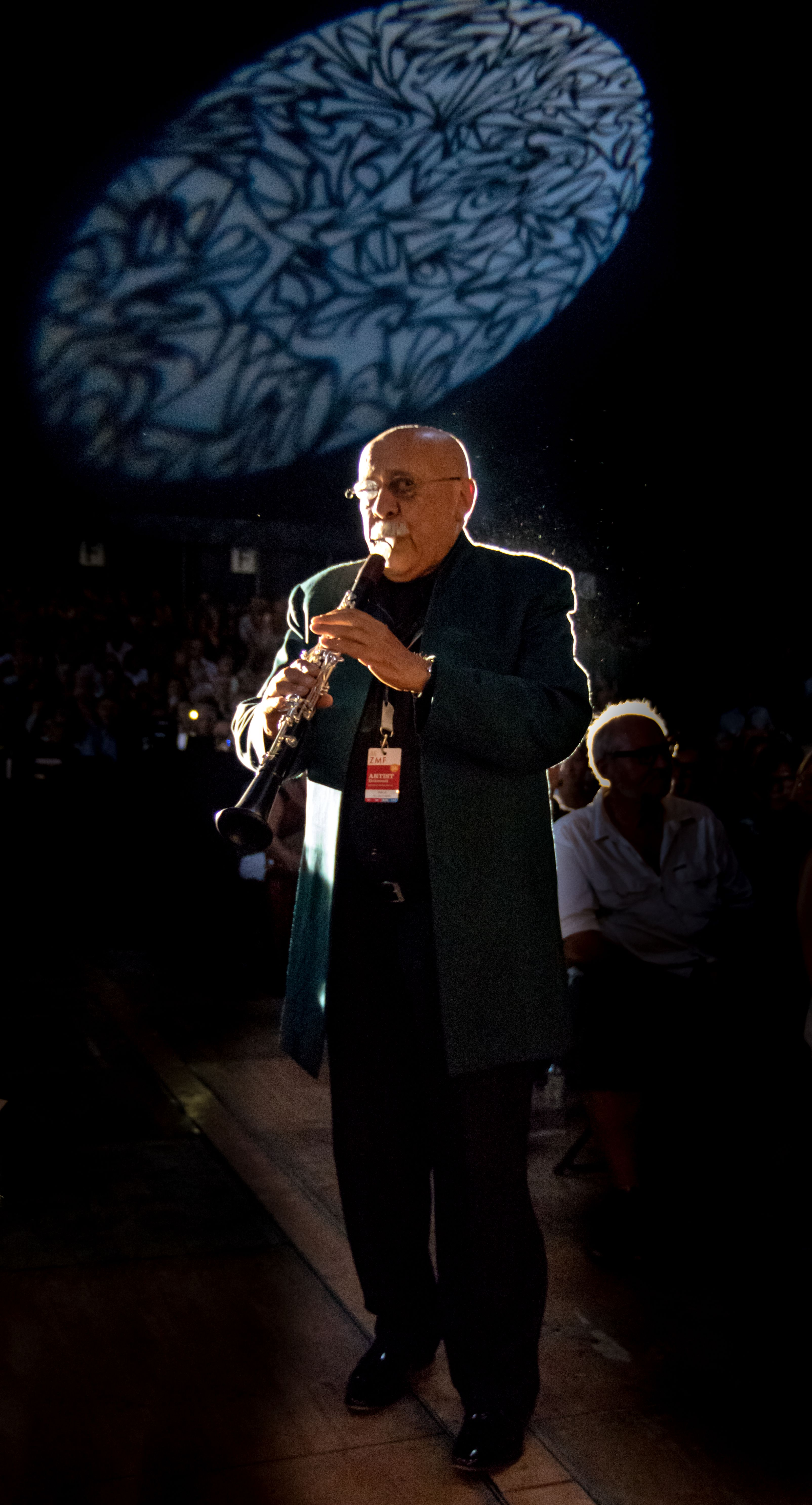
Giora Feidman
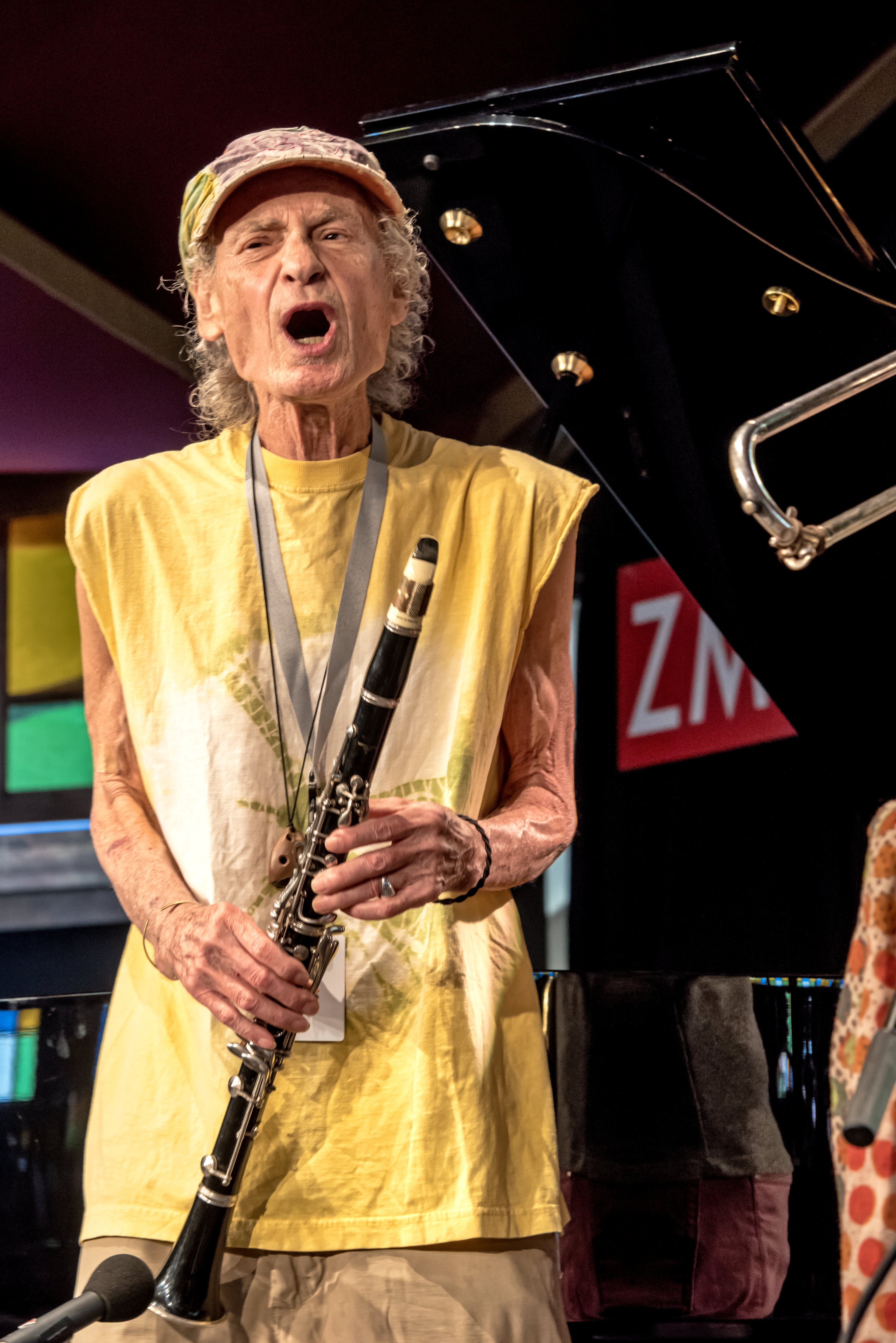
Perry Robinson
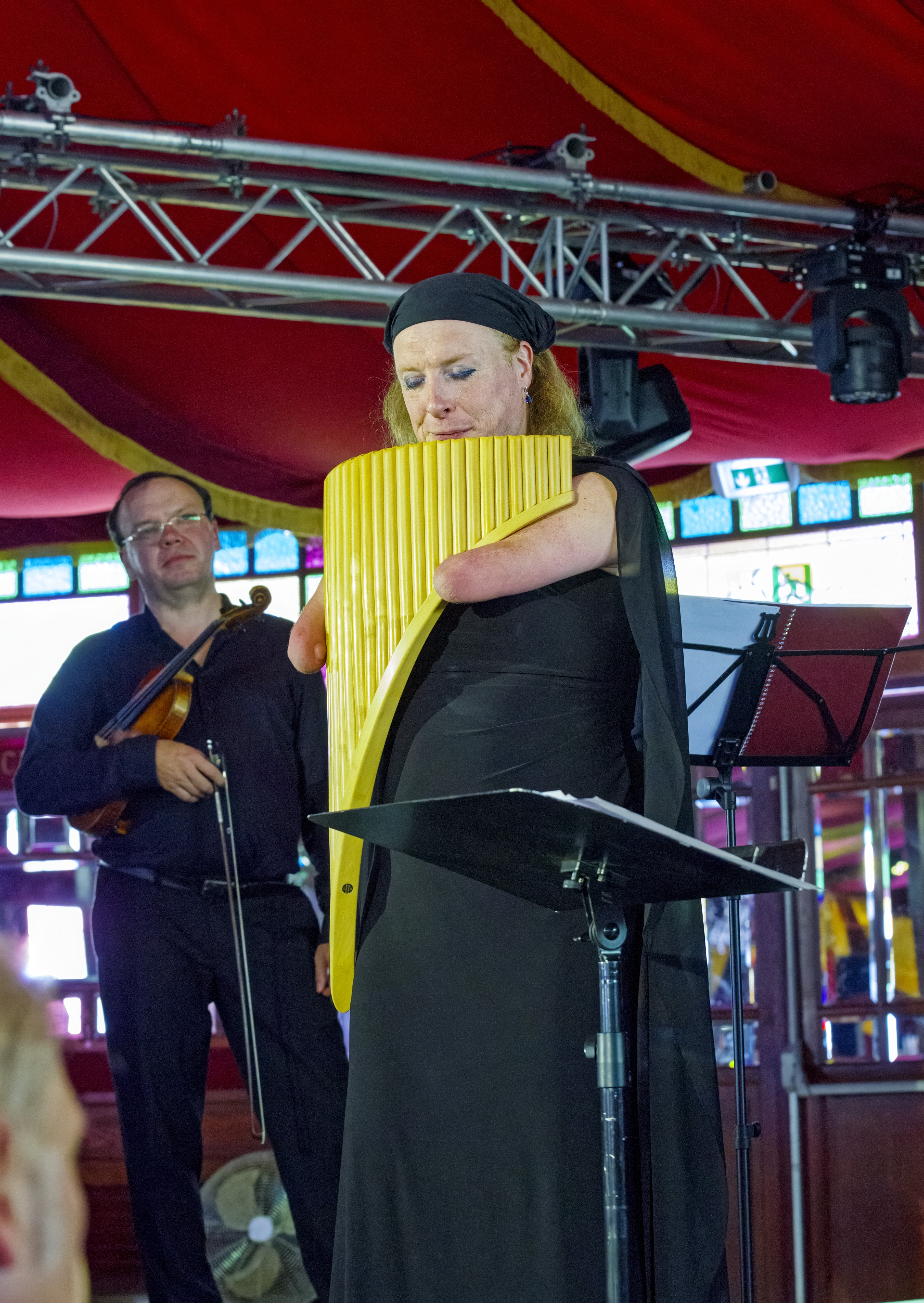
Hannah Schlubeck begleitet vom Gershwin-Quartett bei der Klassik Matinee 2022
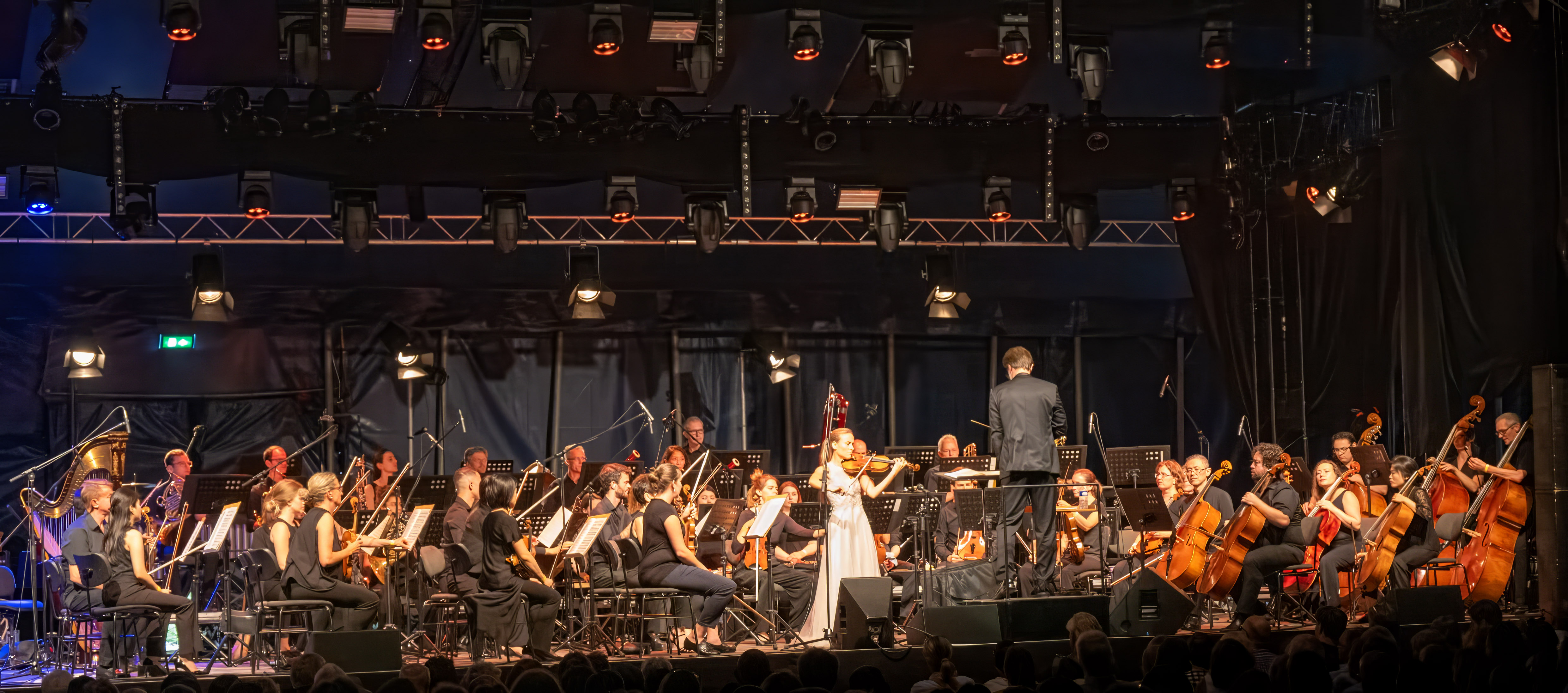
Das Philharmonisches Orchester Freiburg 2023 mit Anna Agafia, Philharmonisches Orchester Freiburg, Dirigent André de Ridder
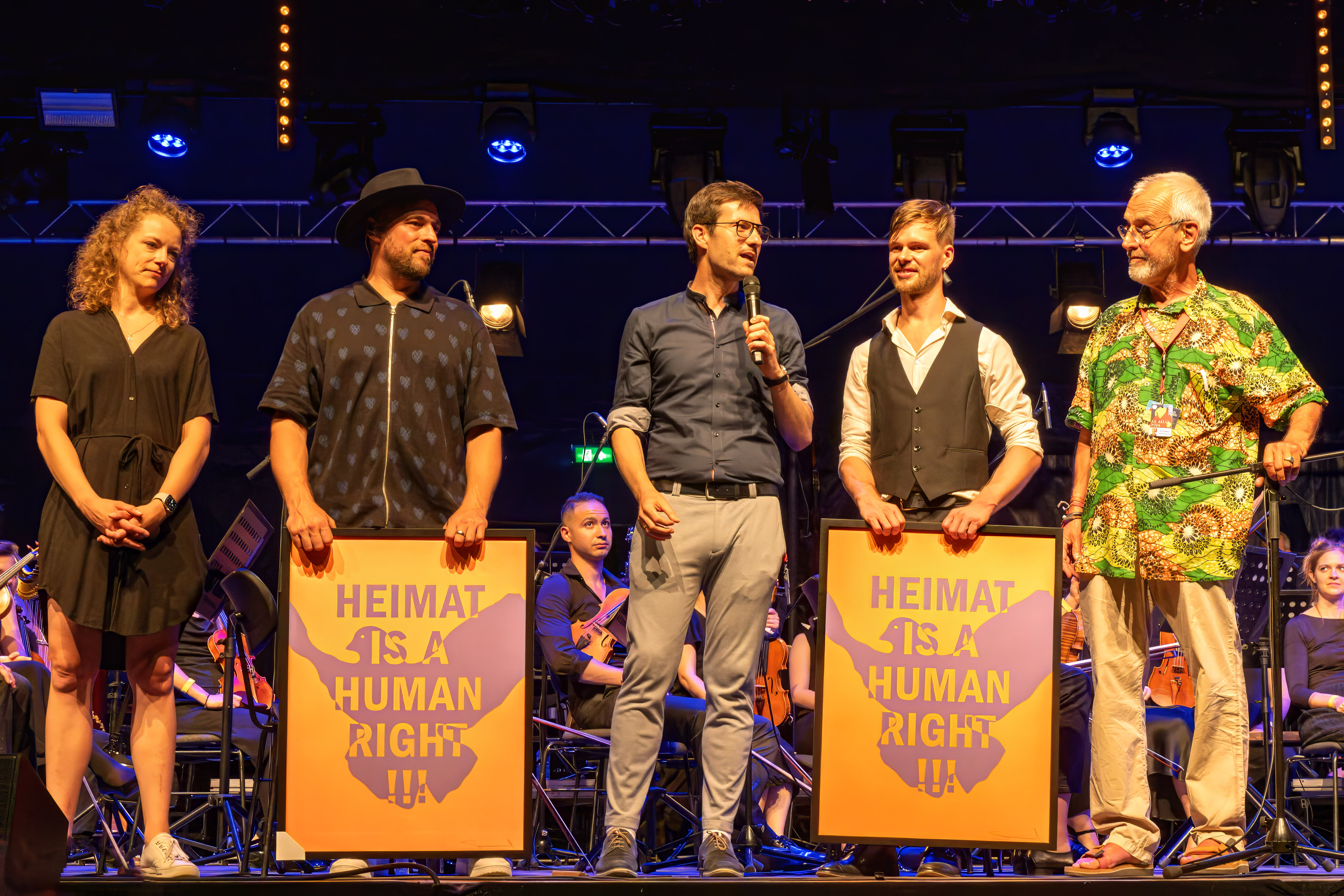
Übergabe der Preise - Bilder von Stefan Strumbel - an Matthias Matzke (Preis) und Max Mutzke (Ehrenpreis)
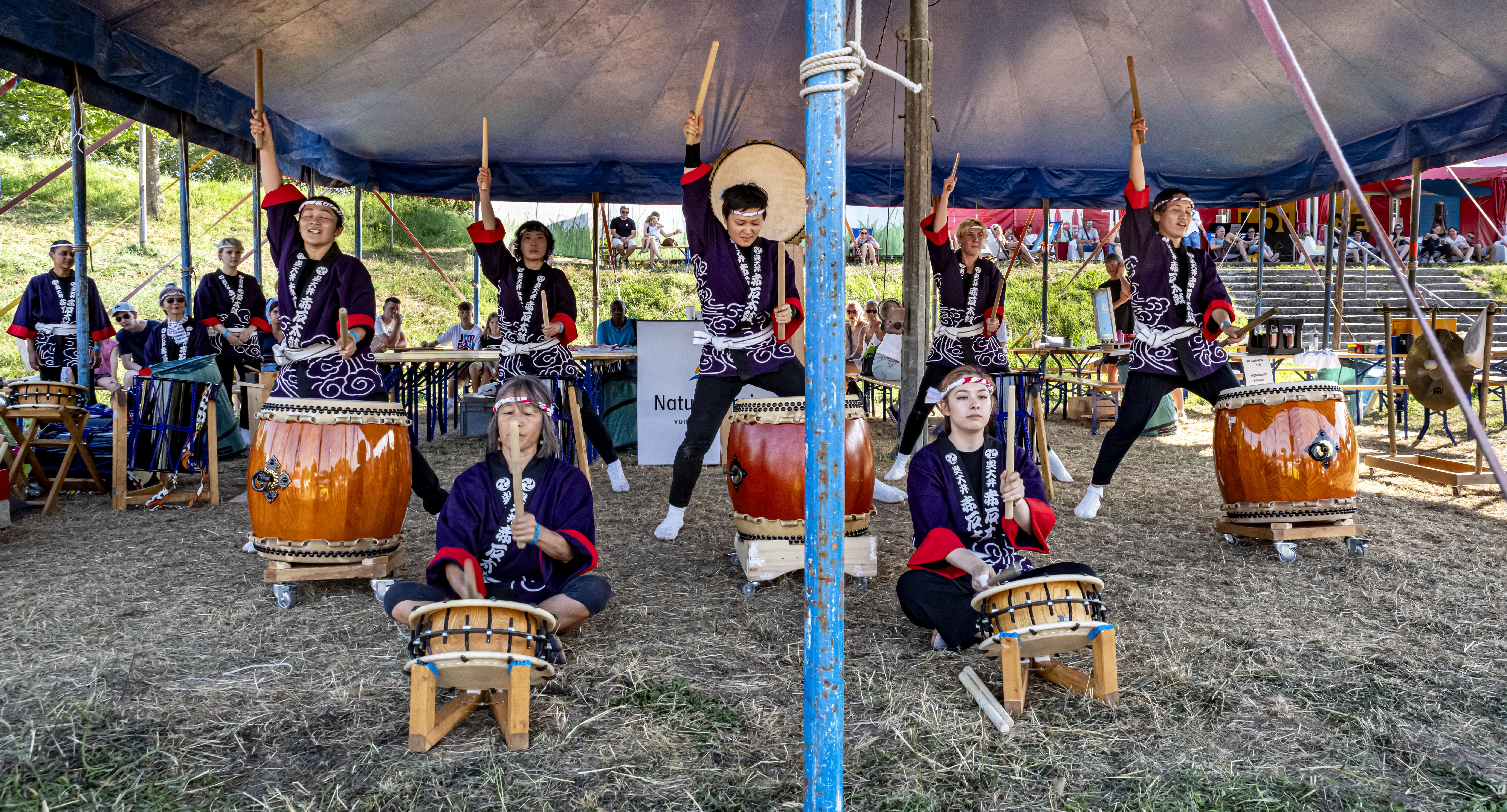
Die Taiko Gruppe Akaishi Daiko Freiburg e. V. im Hügelzelt
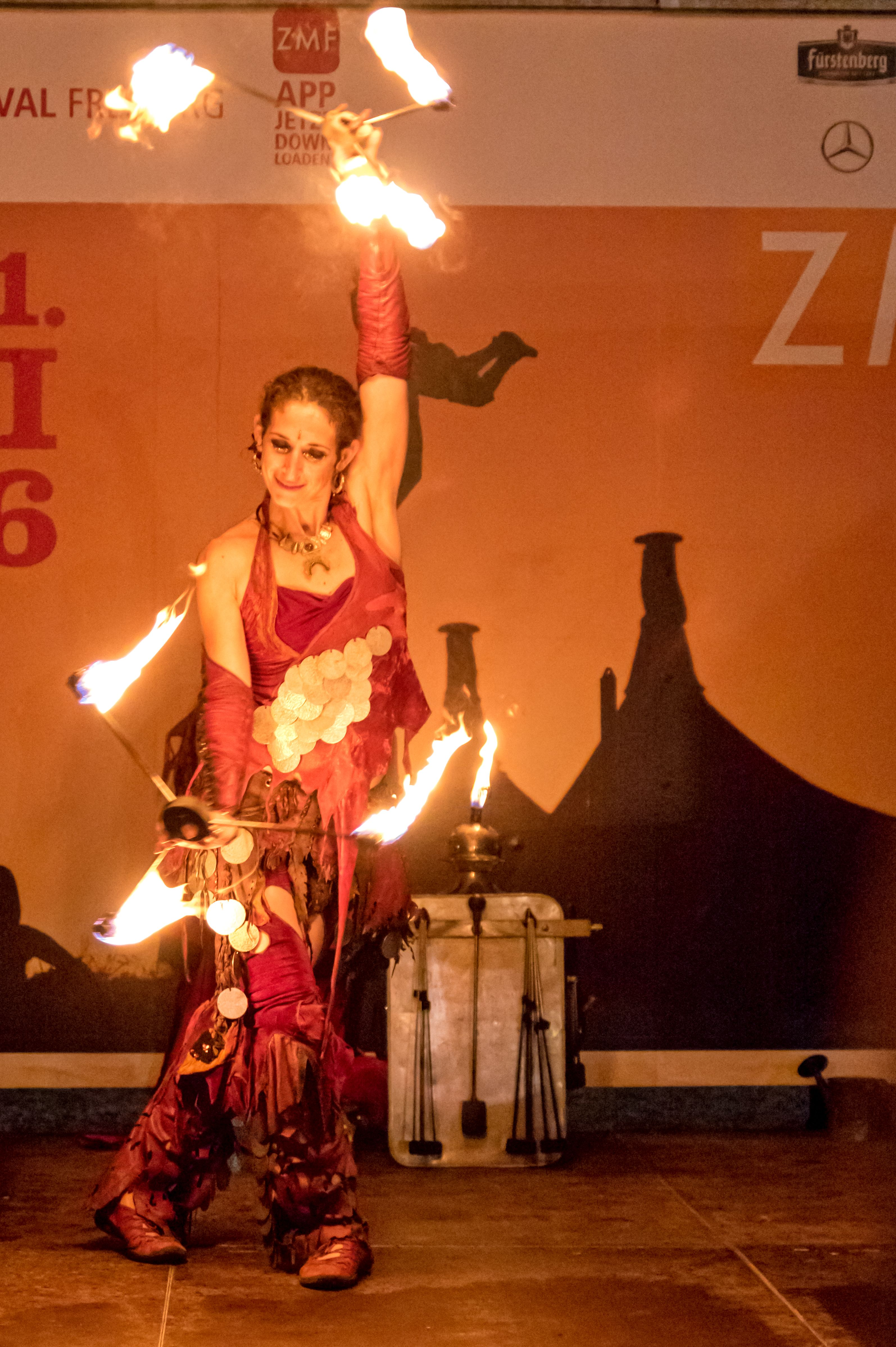
Actionprogramm, Fire Fingers
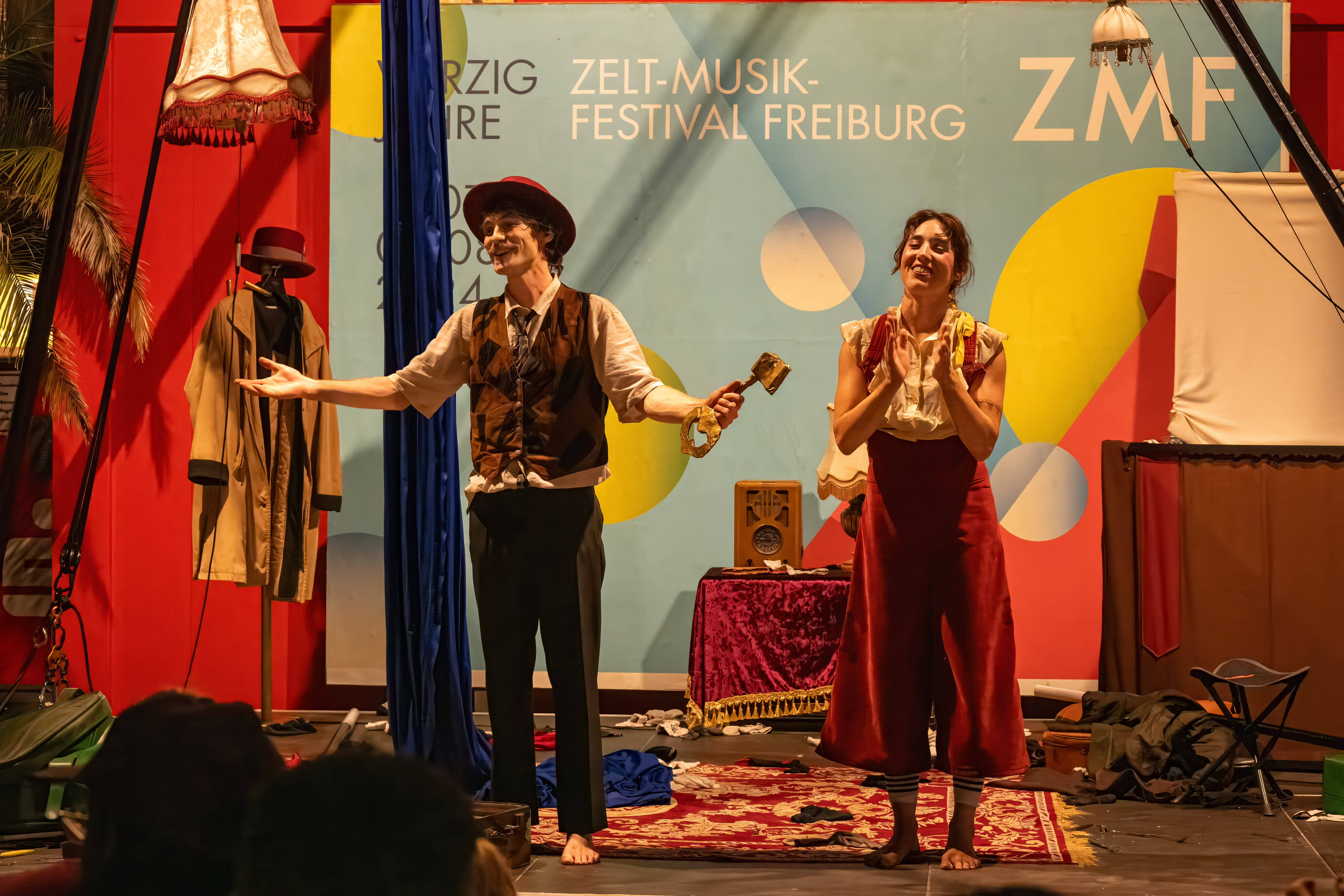
Actionprogramm, Circ Onirico
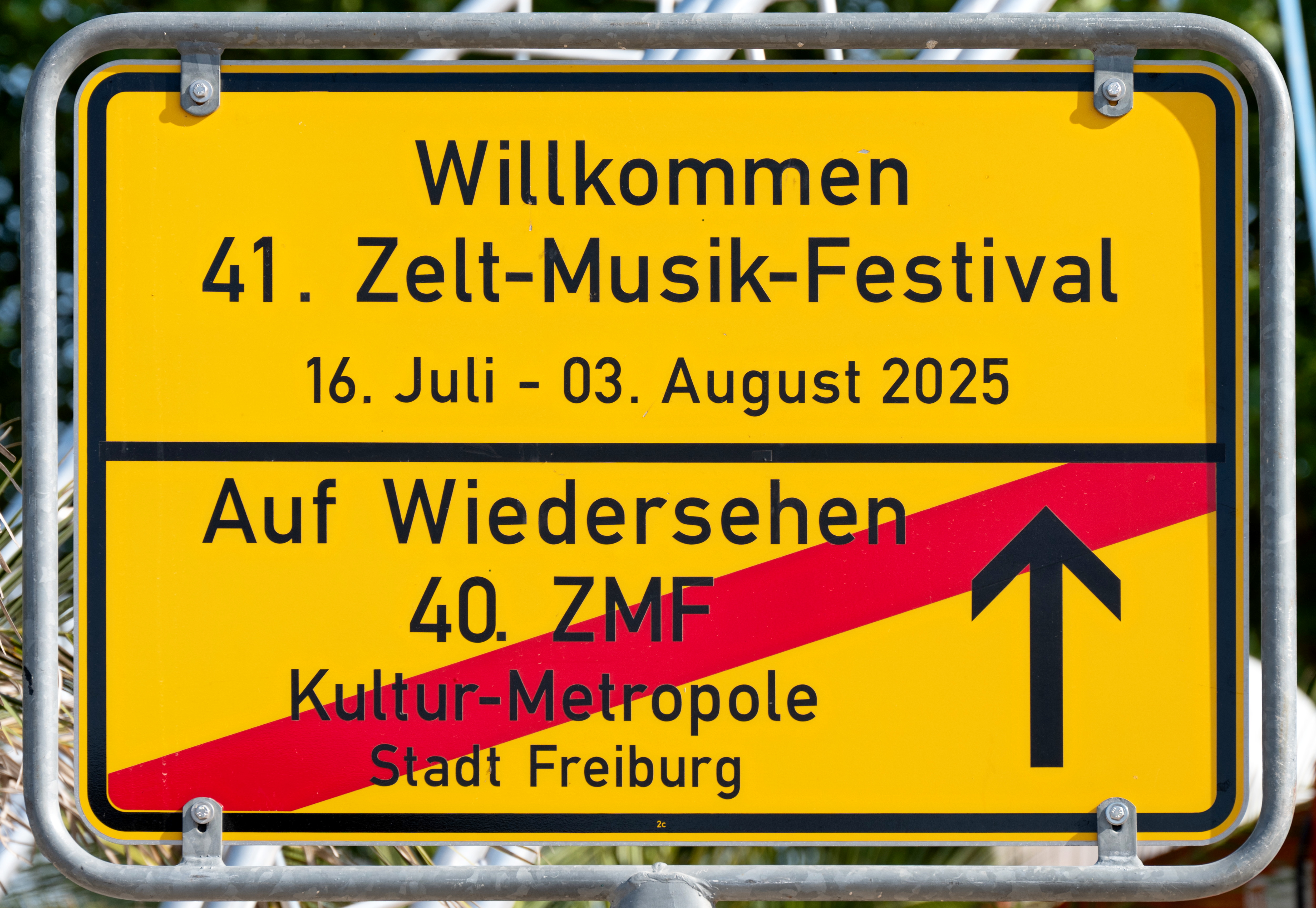
Ausblick

## Festivalübersicht
| Name                    | von – bis                 | Hauptattraktionen (Auswahl) | Preisträger                                                               | Veranstaltungen                                                                                                  | Besucher                                      |
| ----------------------- | ------------------------- | --- | ------------------------------------------------------------------------- | --- | --------------------------------------------- |
| 01. ZMF                 | 1. – 17. Juli 1983        | Carlos Montoya, Chick Corea, Dennis Russell Davies, John Abercrombie, Krystian Zimerman, Münchner Freiheit |                                                                           | 40 | 030.000                                       |
| 02. ZMF                 | 30. Mai – 17. Juni 1984   | Eisi Gulp, Jango Edwards, Mischa Maisky, Schroeder Roadshow, Stan Getz Quartet |                                                                           | 62 | 050.000                                       |
| 03. ZMF                 | 31. Mai – 17. Juni 1985   | Barbara Thompson Band, Charlie Mariano, Ifor James, Ismael Ivo, Jasper van’t Hof, Mikis Theodorakis |                                                                           | 84 | 050.000                                       |
| 04. ZMF                 | 23. Mai – 8. Juni 1986    | Basel Sinfonietta mit David Shallon, Haindling, Matthias Deutschmann, Narciso Yepes, Vladimir Ashkenazy |                                                                           | 120 | 060.000                                       |
| 05. ZMF                 | 12. – 28. Juni 1987       | Al Di Meola, John McLaughlin, Justus Frantz & Amati Quartet, Modern Jazz Quartet, Maxime Le Forestier, Paco de Lucía |                                                                           | 105 | 080.000                                       |
| 06. ZMF                 | 1 – 19. Juni 1988         | George Gruntz, Günter Grass, Ina Deter & Band, Jan Garbarek Group, Sissy Perlinger |                                                                           | 139 | 100.000                                       |
| 07. ZMF                 | 8. – 25. Juni 1989        | Cab Calloway & The Hi Di Ho Orchestra, Nina Simone, Royal Philharmonic Orchestra, Salif Keita, Ten Years After |                                                                           | 74 | 120.000                                       |
| 08. Zeltwunder          | 15. Juni – 1. Juli 1990   | B.B. King, Bob Geldof und Band, Jon Lord, Mother’s Finest, New Model Army, Pete York |                                                                           | 100 | 120.000                                       |
| 09. Zeltreise           | 13. – 30. Juni 1991       | Gardi Hutter, Herbie Hancock, Jimmy Cliff, Kool and the Gang, United Jazz + Rock Ensemble, Wind In The Willows |                                                                           | 87 | 120.000                                       |
| 10. Zeltrekord          | 17. Juni – 5. Juli 1992   | Chuck Berry, Jule Neigel Band, Konstantin Wecker, Nigel Kennedy Ensemble, SNAP!, Super Drumming, Ursus & Nadeschkin | The Brothers                                                              | 100 | 120.000                                       |
| 11. Zeltall             | 9. – 27. Juni 1993        | Dr. Alban, Gloria Gaynor & Band, Hanns Dieter Hüsch, Incognito, Jocelyn B. Smith, Max Raabe, Purple Schulz | Larissa Ivanova Trio                                                      | 62 | 120.000                                       |
| 12. Zeltspiele          | 23. Juni – 10. Juli 1994  | Colosseum (Revival nach 23 Jahren), Fettes Brot, Igor Oistrach, Maceo Parker, Marla Glen, The Hooters, Us3 | Shane Brady                                                               | 57 | 150.000                                       |
| 13. Zeltglück           | 21. Juni – 9. Juli 1995   | Die Fantastischen Vier, Erste Allgemeine Verunsicherung, Jacques Loussier Trio, Joan Armatrading, Toto, Zap Mama | Cécile Verny                                                              | 75 | 150.000                                       |
| 14. Zeltzeit            | 19. Juni – 7. Juli 1996   | Badesalz, Dieter Thomas Kuhn & Band, Héroes del Silencio, Jackson Browne, Rosenstolz, The Pogues, Zucchero | Werner Englert                                                            | 100 | 100.000                                       |
| 15. Zeltliebe           | 25. Juni – 13. Juli 1997  | Bobby McFerrin, Helge Schneider, H-Blockx, Jazzkantine, Khaled, Piet Klocke | Bertrand Gröger                                                           | 110 | 135.000                                       |
| 16. Zeltoase            | 1. – 19. Juli 1998        | Apocalyptica, Buddy Guy, Faithless, Giora Feidman, Manfred Mann’s Earth Band, Sabrina Setlur, Xavier Naidoo | Koh-Gabriel Kameda                                                        | 53 | 150.000                                       |
| 17. Zeltvision          | 30. Juni – 18. Juli 1999  | Angelo Branduardi, Dianne Reeves, Erkan & Stefan, Freundeskreis, Gianna Nannini, Noa, The Weather Girls, Tito & Tarantula | Florian Döling                                                            | 54 | 130.000                                       |
| 18. Zelttour            | 28. Juni – 16. Juli 2000  | Echt, Georges Moustaki, Götz Alsmann, Natalie Cole, Nina Hagen, Kaya Yanar, Klaus Maria Brandauer, Status Quo | Günter A. Buchwald                                                        | 50 | 090.000                                       |
| 19. Zeltsonne           | 27. Juni – 15. Juli 2001  | Al Jarreau, Calexico, Dave Brubeck Quartet, Gilbert Bécaud, Martha Argerich, Miriam Makeba, Reamonn, Thomas D | Zipflo Reinhardt                                                          | 52 | 150.000                                       |
| 20. Zeltfunke           | 26. Juni – 14. Juli 2002  | Air, Chaka Khan, Juliette Gréco, Lambchop, Suzanne Vega, The Manhattan Transfer, Ottfried Fischer, Yann Tiersen | ORSO                                                                      | 50 | 120.000                                       |
| 21. Zeltklang           | 25. Juni – 13. Juli 2003  | Chris de Burgh, Cypress Hill, Die Fantastischen Vier, Joy Denalane, Nana Mouskouri, Orishas, Sportfreunde Stiller, Wir sind Helden | tok tok tok & Jens Gebel's Pickpocket                                     | 50 | 120.000                                       |
| 22. ZELTTAKT            | 30. Juni – 18. Juli 2004  | BAP, Ben Becker, Dick Brave, Dominique Horwitz, Heather Nova, James Brown, Laith Al-Deen, Patrice, Tele, Vicco von Bülow | Murat Coşkun                                                              | 50 | 110.000                                       |
| 23. ZELTRAUM            | 29. Juni – 17. Juli 2005  | Adam Green, Aimee Mann, Alice Cooper, e.s.t., Farin Urlaub, Oleta Adams, Patricia Kaas, Randy Crawford, Seeed, Ute Lemper | Pellegrini-Quartett                                                       | 48 | 120.000                                       |
| 24. ZELTKICK            | 28. Juni – 16. Juli 2006  | Cesária Évora, Bo Diddley, Clueso, Die Sterne, Dieter Hildebrandt, Gentleman, José Feliciano, Madness, Sasha | Nicole Chevalier & Derrock Lawrence Johannes Mössinger                    | 47 | 090.000                                       |
| 25. ZMF                 | 28. Juni – 15. Juli 2007  | Leo Bassi, Georg Schramm, Beatsteaks, Faithless, Seal, Jan Delay & Disko No. 1, Joan Baez, Juli, Angélique Kidjo, 17 Hippies | Acoustic Instinct Perry Robinson Barbara Thompson                         | 47 | 100.000                                       |
| 26. ZMF                 | 2. Juli – 21. Juli 2008   | Ben Harper & The Innocent Criminals, George Benson, Ich + Ich, Roger Cicero & Big Band, Joe Jackson Trio, Annett Louisan, Runrig | madrugá flamenca Giora Feidman (Ehrenpreis)                               | 51 | 125.000                                       |
| 27. ZMF                 | 25. Juni – 12. Juli 2009  | Joss Stone, Brenda Boykin, Deichkind, Jason Mraz, Helge Schneider, M.I.A., UB40, Element of Crime, Pretenders, Florian Schroeder, Take6 | Marcin Grochowina Loriot (Ehrenpreis)                                     | 49 | 100.000                                       |
| 28. ZMF                 | 8. – 25. Juli 2010        | LaBrassBanda, Sophie Hunger, Maximo Park, Gogol Bordello, Frédéric Loboda, James Morrison, Simple Minds, Stefan Gwildis, Camille O’Sullivan | Schlagzeugtrio Goltz – Behringer – Wäschle Dominique Horwitz (Ehrenpreis) | 46 | 125.000                                       |
| 29. ZMF                 | 29. Juni – 17. Juli 2011  | Silly, Bryan Ferry, Katzenjammer, The Baseballs, Razorlight, Blood, Sweat & Tears, Samy Deluxe, Lyle Lovett, Iron & Wine, Ayo., The Human League | Moye Kolodin Wolfgang Niedecken (Ehrenpreis)                              | 49 | 120.000                                       |
| 30. ZMF                 | 4. – 22. Juli 2012        | Patti Smith & Band, Jupiter Jones, The BossHoss, Tim Bendzko, Hubert von Goisern, Calle 13, Boy, Caro Emerald, Gerhard Polt, Nneka | Juliane Hollerbach Fritz Rau (Ehrenpreis)                                 | 49 | 110.000                                       |
| 31. ZMF                 | 26. Juni – 14. Juli 2013  | Sérgio Mendes, Mnozil Brass, Pet Shop Boys, NAS, Parov Stelar Band, Die Fantastischen Vier | Milena Wilke Fazıl Say (Ehrenpreis)                                       | 49 | 130.000                                       |
| 32. ZMF                 | 16. Juli – 3. August 2014 | Annett Louisan, Birdy, Canned Heat, Fiva, Gregory Porter, Katzenjammer, Kadebostany, Marteria, Max Mutzke, Perry Robinson, Rainald Grebe & Das Orchester der Versöhnung, Sportfreunde Stiller, Zaz | Volker Rausenberger Matthias Deutschmann (Ehrenpreis)                     | 49 | 120.000 Besucher Bilder                       |
| 33. ZMF                 | 1. Juli – 19. Juli 2015   | Andreas Bourani, Revolverheld, Tommy Emmanuel, Luke Mockridge, Mariza, Hubert von Goisern, John Hiatt, Dieter Thomas Kuhn, Clueso, Melody Gardot, Impala Ray, Joan Baez, Fork, LaLeLu, Tom Odell, Lindsey Stirling, Juanes, Rea Garvey | Jan Mustafa Gerhard Polt (Ehrenpreis)                                     | 18 Zirkuszelt 35 Spiegelzelt 350 Künstler                                                                        | 41.000 Konzertkarten 130.000 Besucher Bilder  |
| 34. ZMF                 | 13. Juli – 31. Juli 2016  | Calexico – Brothers of Santa Claus, Charles Bradley – BOY, Joris, Epsylon, Dieter Thomas Kuhn 2 Konzerte, Erobique Eisbrecher – Seven, The Real Group Unduzo – Bernd Lafrenz, BAP – East Cameron Folkcore, Die CubaBoarischen – The Les Clöchards, Philipp Dittberner, Sarah Connor – Dicht und Ergreifend, Element of Crime – Brisas del Sur und Cool, Andreas Martin Hofmeir – Fatcat – The Nutty Boys, Katie Melua – Flavia Coelho, Steven Wilson – Jess Jochimsen, Andreas Kümmert, Prinz Pi Wanda – Söndörgö, Die Lochis – Monsters of Liedermaching, Gipsy Kings – Scarecrow | David Afkham Mischa Maisky (Ehrenpreis)                                   | 19 Zirkuszelt 30 Spiegelzelt 400 Künstler                                                                        | 45.000 Konzertkarten 120.000 Besucher Bilder  |
| 35. ZMF                 | 5. Juli – 23. Juli 2017   | Patricia Kaas – Kyle Gass – Kris Kristofferson – Ringsgwandl – Dieter Thomas Kuhn – Kadavar – La Brass Banda – Julian Philipp David – Amy Macdonald – Manfred Mann’s Earth Band – Helge Schneider – Fanfare Ciocărlia – Michael Mittermeier – Teesy – José González – Lucky Chops – Dieter Thomas Kuhn – Kofelgschroa – Irie Révoltés – Jesper Munk – Gregor Meyle & Band – Mine – Konstantin Wecker – Ry X – Sportfreunde Stiller – Ephemerals – SLIXS – Viva Voce – Megaloh – Mighty Oaks – Caro EmeraldJeremy Loops – Anastacia – New Model Army – The Toy Dolls – The Teddyshakers Herbie Hancock – Otto Normal – SIND                                                                       | Peter Stöcklin Udo Lindenberg (Ehrenpreis)                                | 19 Zirkuszelt 29 Spiegelzelt 350 Künstler                                                                        | 45.000 Konzertkarten 115.000 Besucher Bilder  |
| 36. ZMF                 | 18. Juli – 5. August 2018 | Steven Wilson – Shout Out Louds – Olli Schulz – Malaka Hostel – The Trouble Notes – Alligatoah – Sebel - Roy Hargrove Quintet – Jamie Cullum - The Teddyshakers – Jess Jochimsen – Wincent Weiss – Hans Söllner – Bayaman’Sissdem – Naturally 7 – medlz – Carminho – Julia Engelmann – Chico Trujillo – The Hooters – Selah Sue Kontra K – Schnipo Schranke – LP – Von Wegen Lisbeth – In Extremo – Daara J – Igor Andreev – Johannes Oerding – Gismo Graf Trio – Jan Garbarek Group – Morcheeba – Tom Jones – Lola Marsh – Freundeskreis – Joy Denalane – Bausa – Dieter Thomas Kuhn – Isolation Berlin – Gurr – Äl Jawala – Atze SchröderSpark – Wallis Bird -                                 | Johannes Maikranz Konstantin Wecker (Ehrenpreis)                          | 19 Zirkuszelt 30 Spiegelzelt 350 Künstler                                                                        | 42.000 Konzertkarten 125.000 Besucher Bilder  |
| 37. ZMF                 | 17. Juli – 4. August 2019 | Loreena McKennitt – John Butler Trio – Chick Corea – Dieter Baumann - Max Herre – Carrousel – Metronomy, Roosevelt – Zeal & Ardor – Curtis Harding The Beach Boys – Laing Xavier Rudd - GReeeN – Kamasi Washington – Moop Mama – Django 3000 – Gardi Hutter – Samy Deluxe & das DLX Ensemble – El Flecha Negra – BAP – Jazzanove live – Dendemann – Robert Neumann – Bukahara Lea – HISS Käptn Peng & Die Tentakel von Delphi – Balthazar Foals – The Brothers Sophie Hunger – Mine – Brass Against The Black Seeds Dieter Thomas Kuhn – Fatcat – Namika – Joris – Igor Andreev – Gisbert zu Knyphausen                                                                                          | Robert Neumann Helge Schneider (Ehrenpreis)                               | 19 Zirkuszelt 29 Spiegelzelt 400 Künstler                                                                        | 41.000 Konzertkarten 115.000 Besucher Bilder  |
| 38. ZMF                 | 15. Juli – 2. August 2020 | abgesagt wegen der COVID-19-Pandemie | Pape Dieye Götz Alsmann (Ehrenpreis)                                      | |                                               |
| 38. ZMF                 | 21. Juli – 8. August 2021 | abgesagt wegen der COVID-19-Pandemie |                                                                           | |                                               |
| 38. ZMF „Zusammenspiel“ | 13. Juli – 31. Juli 2022  | Element of Crime – Das Lumpenpack – Mighty Oaks – Moka Efti Orchestra - Clueso – Dota – Giant Rooks – Lotte – Mnozil Brass – Gershwin-Quartett - Hannah Schlubeck - Barcelona Gipsy Balkan Orchestra - Martina Schwarzmann – The Robert Cray Band James Blunt - Saga – BAP – Cubaboarisch 2.0 – The Real Group - Twäng Agnes Obel – Meute – Alice Merton – Beth Hart – Äl Jawala – Sascha Bendiks – Simon Höneß - Johannes Oerding – Roy Bianco & Die Abbrunzati Boys - Helge Schneider – Von Welt - Fisherman's Fall - Hubert von Goisern – Sarah Lesch - Bukahara – Les Yeux d’la tête - Bosse - Grossstadtgeflüster - Herbie Hancock – Dubioza Kolektiv – Pixies – Robert Neumann – I Muvrini | Neele Pfleiderer Wallis Bird (Ehrenpreis)                                 | 18 Zirkuszelt 32 Spiegelzelt insgesamt 150 Veranstaltungen, davon 46 kostenpflichtig, 1000 Künstler              | 50.000 Konzertkarten 130.000 Besucher Bilder  |
| 39. ZMF                 | 12. Juli – 30. Juli 2023  | Jan Josef Liefers & Radio Doria - Joss Stone - Wilhelmine - Gilberto Gil - Debout Sur Le Zinc - Mayberg - Unduzo - ONAIR - Die Toten Hosen -Gerhard Polt - Wellbrüder aus'm Biermoos FATCAT Pippo Pollina - Xavier Rudd -Paula Hartmann - Von Wegen Lisbeth - Botticelli Baby - Philipp Poisel - Mal Élevé - Dominique Horwitz - Max Goldt - Al Di Meola - Max Mutzke - The Waterboys -Matthias Deutschmann - Katie Melua - Il Civetto - Seiler und Speer - The Trouble Notes - Roy Bianco & Die Abbrunzati Boys - CubaBoarisch 2.0 - Sportfreunde Stiller - Querbeat- Marialy Pacheco - Twiolins Robeat -                                                                                       | Preisträger: Manuel Druminski Ehrenpreisträger: Enrique Ugarte            | 19 Zirkuszelt 35 Spiegelzelt in Summe 160 Veranstaltungen davon 50 kostenpflichtig 1200 Künstler                 | 44.000 Konzertkarten 100.000 Besucher Bilder  |
| 40. ZMF                 | 17. Juli – 4. August 2024 | Jeremias - Voodoo Jürgens - Giant Rooks - Alfons - Versengold - Tränen - Lostboi Lino - Kaffkiez - The Great Guitars - The Cat Empire - Suzanne Vega - Tokio Hotel - Nouvelle Vague Calexico - Mine - Clueso - Wladimir Kaminer - Mando Diao - Glasperlenspiel - Jan Delay - Katona Twins - Ringmasters - Anders - Arnd Zeigler - Wolfgang NiedeckenThe Busters - Kettcar - El Flecha Negra - Faber - Nicole Bernegger - Elif - -->Marisa Monte - Bilderbuch - Levin Liam - Das Lumpenpack - Anastacia - | Preisträger: Matthias Matzke Ehrenpreisträger: Max Mutzke                 | 18 Zirkuszelt 39 Badische Zeitungs Zelt in Summe 160 Veranstaltungen davon 49 kostenpflichtig über 1200 Künstler | 47.000 Konzertkarten >100.000 Besucher Bilder |
| 40. ZMF                 | 17. Juli – 4. August 2024 | Jeremias - Voodoo Jürgens - Giant Rooks - Alfons - Versengold - Tränen - Lostboi Lino - Kaffkiez - The Great Guitars - The Cat Empire - Suzanne Vega - Tokio Hotel - Nouvelle Vague Calexico - Mine - Clueso - Wladimir Kaminer - Mando Diao - Glasperlenspiel - Jan Delay - Katona Twins - Ringmasters - Anders - Arnd Zeigler - Wolfgang NiedeckenThe Busters - Kettcar - El Flecha Negra - Faber - Nicole Bernegger - Elif - -->Marisa Monte - Bilderbuch - Levin Liam - Das Lumpenpack - Anastacia - | Preisträger: Matthias Matzke Ehrenpreisträger: Max Mutzke                 | 18 Zirkuszelt 39 Badische Zeitungs Zelt in Summe 160 Veranstaltungen davon 49 kostenpflichtig über 1200 Künstler | 47.000 Konzertkarten >100.000 Besucher Bilder |
| 41. ZMF                 | 17. Juli – 4. August 2025 | GReeeN - Black Sea Dahu - Irie Révoltés - Äl Jawala - Kelvin Jones - Ellice - Dee Dee Bridgewater Quartet - The Hooters - Angélique Kidjo - Gismo Graf Trio ft. Stochelo Rosenberg - Rainer von Vielen - Crosby, Stills, Nash & More - Patti Smith Quartet - Twäng! - Les Yeux D'La Tête - Dominik Hartz - LEA - Crucchi Gang - Gianna Nannini - Davide Martello - Il Civetto - Broken Brass - Christian Steiffen - dArtagnen - ENNIO - Schmutzki - Kruder & Dorfmeister - Bernd Glemser - Willy Astor |                                                                           | | Bilder                                        |

## Anbindung
Das Festivalgelände ist von der Endhaltestelle Bollerstaudenstraße im Rieselfeld mit der Linie 5 der Straßenbahn in 10 Minuten fußläufig erreichbar. Von der Endhaltestelle Munzinger Straße der Linie 3 in der Haid über die Haltestelle Maria-von-Rudloff-Platz an der Linie 5 verkehrt ein Shuttle-Bus zum Festivalgelände. Direkt am Mundenhof besteht eine Station des Fahrradverleihsystems Frelo. Der FR 5 führt vom Hauptbahnhof über Stühlinger, Betzenhausen und den Dietenbachpark direkt zum Festivalgelände.